# Kathi Schwaab
Kathi Schwaab (26 novembre 1972) è un'ex biatleta tedesca.

## Biografia
In Coppa del Mondo ottenne il primo risultato di rilievo il 15 gennaio 1993 a Oberhof/Val Ridanna (13ª) e il primo podio il 4 gennaio 1997 a Oberhof (3ª).
In carriera prese parte a tre edizioni dei Campionati mondiali, vincendo una medaglia.

## Palmarès

### Mondiali
- 1 medaglia:
  - 1 argento (gara a squadre[2] ad Anterselva 1995)

### Coppa del Mondo
- Miglior piazzamento in classifica generale: 49ª nel 1996
- 2 podi (1 individuale, 1 a squadre[1]), oltre a quello ottenuto in sede iridata e valido anche ai fini della Coppa del Mondo:
  - 1 secondo posto (a squadre)
  - 1 terzo posto (individuale)